# 屈荡 (莫敖)
屈蕩（？—？），羋姓，屈氏，名蕩，中国春秋時期楚國的莫敖。
前558年，楚康王封公子午為令尹，公子罷戎為右尹，蒍子馮為大司馬，公子橐師為右司馬，公子成為左司馬，屈到為莫敖，公子追舒為箴尹，屈蕩為連尹，養由基為宮廄尹。前548年，蒍子馮死後，屈建為令尹，屈蕩為莫敖。